# Sargent Shriver
Robert Sargent Shriver (Westminster, 9 novembre 1915 – Bethesda, 18 gennaio 2011) è stato un diplomatico, politico e attivista statunitense.

## Biografia
Nato nel 1915 in una famiglia cattolica in Maryland, Sargent Shriver frequentò la scuola di New Milford, Connecticut. Suo padre, un banchiere, avendo perso gran parte della sua fortuna durante la Grande depressione, dovette lavorare per finanziare i suoi studi. Entrato nel 1934 a Yale, si laureò con un Bachelor of Laws in Diritto nel 1941 e fu destinato ad una carriera come avvocato.
Lo stesso anno, si arruolò in Marina durante la seconda guerra mondiale, nonostante la sua iniziale opposizione all'entrata in guerra degli Stati Uniti (la famiglia Shriver è di origine tedesca) e la sua partecipazione alla fondazione del gruppo neutralista "America First Comitee". Combatté come artigliere sulla nave da battaglia South Dakota e prese parte alle battaglie navali e delle isole Santa Cruz (ottobre 1942) e di Guadalcanal a metà novembre 1942. Nel 1945 prestò servizio nel sottomarino Sand Lance.
Dopo la guerra, durante la quale conseguì il grado di tenente, lavorò dapprima presso uno studio legale di New York e poi, brevemente, per la rivista Newsweek, prima di unirsi nel 1946 all'agenzia newyorkese di una società appartenente al miliardario Joe Kennedy. Fu qui che fece amicizia con la famiglia del suo capo, che nel 1948 gli affidò la gestione del Merchandise Mart di Chicago. Il 23 maggio 1953 sposò una delle figlie di Joe Kennedy, Eunice, entrando quindi nel potente clan dei Kennedy.
Shriver fu nominato nel 1961 dal Presidente Kennedy quale primo Direttore di Peace Corps, l'organizzazione di volontariato internazionale creata da Kennedy per la realizzazione di programmi di aiuto sociale ed economico nei Paesi in via di sviluppo. Egli ne sviluppò l'attività, portando il numero dei volontari dalle poche decine iniziali sino ai circa 15.000 del 1966, anno in cui lasciò l'incarico.
Fu poi ambasciatore degli Stati Uniti d'America in Francia dal 1968 al 1970, dove contribuì a rafforzare l'amicizia franco-americana, minata da anni dalla politica del generale de Gaulle. Fu candidato alla Vice Presidenza per il Partito Democratico alle Elezioni presidenziali statunitensi del 1972.

### Malattia e decesso
Shriver morì il 18 gennaio 2011, nel Suburban Hospital di Bethesda (Maryland), all'età di 95 anni.